# Колин Чарвис
Колин Чарвис (енгл. Colin Charvis; 27. децембар 1972) бивши је велшки рагбиста. Родио се у Енглеској, а његов отац је успешни уметник који живи у САД. Постигао је 22 есеја у 94 тест меча за Велс, па је други на светској листи стрелаца по броју постигнутих есеја, када су у питању играчи скрама. Одиграо је 2 тест меча за лавове против Валабиса 2001. Играо је на 3 светска купа (1999, 2003, 2007). На светском првенству 2003. предводио је Велс као капитен, а на светском првенству 2007. постигао је есеј у утакмици групне фазе против Канаде. Један је од четворице скрамаша у целом свету, који су успели да постигну више од 100 поена за своју репрезентацију. Током каријере играо је у све три најјаче лиге у Европи (Топ 14, Премијершип, Про 12). Најдуже је играо у Свонзију, Њукасл је предводио као капитен, а у Дрегонсима је био играч-тренер.